# Mistrzostwa Europy w Zapasach 1978
33. Mistrzostwa Europy w zapasach odbywały się od 22 kwietnia do 7 maja 1978 roku w Sofii w Bułgarii.

## Styl klasyczny

### Medaliści
| Konkurencja | Złoto                | Srebro           | Brąz          |
| ----------- | -------------------- | ---------------- | ------------- |
| -48 kg      | Constantin Alexandru | Anatolij Bosin   | Dietmar Hinz  |
| -52 kg      | Wachtang Blagidze    | Lajos Rácz       | Nicu Gângă    |
| -57 kg      | Władimir Pogudin     | Mihai Boțilă     | Józef Lipień  |
| -62 kg      | Kazimierz Lipień     | Ion Păun         | István Tóth   |
| -68 kg      | Ștefan Rusu          | Nikołaj Dimow    | Károly Gaál   |
| -74 kg      | Ferenc Kocsis        | Anatolij Bykow   | Janko Szopow  |
| -82 kg      | Ion Draica           | Jan Dołgowicz    | Sawo Christow |
| -90 kg      | Frank Andersson      | Keijo Manni      | Petre Dicu    |
| -100 kg     | Nikołaj Bałboszyn    | Georgi Rajkow    | József Farkas |
| +100 kg     | Roman Codreanu       | Aleksandyr Tomow | József Nagy   |

### Tabela medalowa
| Lp. | Państwo   | Złoto | Srebro | Brąz |
| --- | --------- | ----- | ------ | ---- |
| 1   | Rumunia   | 4     | 2      | 2    |
| 2   | ZSRR      | 3     | 2      | 0    |
| 3   | Węgry     | 1     | 1      | 4    |
| 4   | Polska    | 1     | 1      | 1    |
| 5   | Szwecja   | 1     | 0      | 0    |
| 6   | Bułgaria  | 0     | 3      | 2    |
| 7   | Finlandia | 0     | 1      | 0    |
| 8   | NRD       | 0     | 0      | 1    |

## Styl wolny

### Medaliści
| Konkurencja | Złoto             | Srebro              | Brąz              |
| ----------- | ----------------- | ------------------- | ----------------- |
| -48 kg      | Stojan Stojanow   | Gheorghe Rașovan    | Mihály Gyulai     |
| -52 kg      | Nermedin Selimow  | Telman Paşayev      | Władysław Stecyk  |
| -57 kg      | Buzaj Ibragimow   | Aurel Neagu         | Iwan Coczew       |
| -62 kg      | Micho Dukow       | Sajpułła Absaidow   | Zoltán Szalontai  |
| -68 kg      | Iwan Jankow       | Ichaku Gajdarbiekow | Dariusz Ćwikowski |
| -74 kg      | Petru Marta       | Marin Pârcălabu     | Reşit Karabacak   |
| -82 kg      | Szukri Lutwiew    | Adolf Seger         | Tiberiu Seregeli  |
| -90 kg      | Uwe Neupert       | Iwan Ginow          | Władimir Batnia   |
| -100 kg     | Lewan Tediaszwili | Mehmet Güçlü        | Vasile Pușcașu    |
| +100 kg     | Boris Bigajew     | József Balla        | Marin Gerczew     |

### Tabela medalowa
| Lp. | Państwo  | Złoto | Srebro | Brąz |
| --- | -------- | ----- | ------ | ---- |
| 1   | Bułgaria | 5     | 1      | 2    |
| 2   | ZSRR     | 4     | 3      | 1    |
| 3   | NRD      | 1     | 0      | 0    |
| 4   | Rumunia  | 0     | 3      | 2    |
| 5   | Węgry    | 0     | 1      | 2    |
| 6   | Turcja   | 0     | 1      | 1    |
| 7   | RFN      | 0     | 1      | 0    |
| 8   | Polska   | 0     | 0      | 2    |